# Леннокс, Чарльз, 1-й герцог Ричмонд
Чарльз Леннокс (29 июля 1672, Лондон — 27 мая 1723, Гудвуд в Суссексе) — английский аристократ и пэр, 1-й герцог Ричмонд (1675—1723), 1-й герцог Леннокс (1675—1723) и 1-й герцог д’Обиньи (1684—1723), шталмейстер Англии (1681—1685), лорд-адмирал Шотландии (1701—1705). Незаконнорожденный сын Карла II Стюарта (1630—1685), короля Англии, Шотландии и Ирландии (1660—1685), и его фаворитки Луизы де Керуаль (1649—1734), герцогини Портсмут.

## Биография
Родился в Лондоне. 9 августа 1675 года получил от отца титулы герцога Ричмонда, графа Марча и барона Сеттрингтона, став пэром Англии. 9 сентября 1675 года он стал герцогом Ленноксом, графом Дарнли и лордом Торболтоном, став пэром Шотландии. В 1681 году стал кавалером Ордена Подвязки.
В 1684 году король Франции Людовик XIV пожаловал Чарльзу Ленноксу титул герцога д’Обиньи. В 1681—1685 годах занимал должность шталмейстера Англии. Он также был помощником Якова Стюарта, герцога Йоркского, в качестве пожизненного лорда-верховного адмирала Шотландии. В 1701—1705 годах — лорд-верховный адмирал Шотландии.
Герцог Ричмонд был сторонником английского короля-католика Якова II Стюарта и поддерживал его против голландского штатгальтера Вильгельма III Оранского. После победы Вильгельма Оранского над якобитами он быстро признал власть нового английского монарха.
В 1696 году герцог Ричмонд был мастером масонской ложи в Чичестере (графство Западный Суссекс). Принц является одним из немногих известных тогдашних и одним из самых высокопоставленных масонов.
Чарльз Леннокс, герцог Ричмонд, был покровителем крикета, который стал профессиональным спортом, и сделал много для его развития в графстве Суссекс.
Скончался 27 мая 1723 года в возрасте 50 лет; он был похоронен в Чичестерском соборе. Его титулы унаследовал старший сын Чарльз.

## Семья
8 января 1692 года Чарльз Леннокс женился на Энн Браднелл (1662 — 9 декабря 1722), дочери Фрэнсиса Браднелла (ум. 1698), барона Браднелла, и Фрэнсис Севил (ум. 1695), дочери Джеймса Севила, 2-го графа Сассекса. Супруги имели троих детей:
- Леди Луиза Леннокс (24 декабря 1694 — 15 января 1716), жена (с 1711 года) Джеймса Беркли (1679—1736), 3-го графа Беркли (1710—1736)
- Чарльз Леннокс (18 мая 1701 — 8 августа 1750), 2-й герцог Ричмонд, 2-й герцог Леннокс и 2-й герцог д’Обиньи (1723—1750)
- Леди Энн Леннокс (24 июня 1703 — 20 октября 1789), жена (с 1722 года) Уильяма Албемарла (1702—1754), 2-го графа Албемарла (1718—1754)

От внебрачной связи с любовницей Жаклин де Мезьер у него была одна дочь:
- Рене Леннокс (1709—1774), любовница своего кузена Чарльза Боклера, 2-го герцога Сент-Олбанса

Чарльз Леннокс, 1-й герцог Ричмонд, является предком принцессы Дианы Уэльской, герцогини Камиллы Корнуольской и герцогини Сары Йоркской.

## Титулатура
1-й герцог Ричмонд (с 9 августа 1675), 1-й граф Марч (с 9 августа 1675), 1-й барон Сеттрингтон, Йоркшир (с 9 августа 1675), 1-й герцог Леннокс (с 9 сентября 1675), 1-й граф Дарнли (с 9 сентября 1685), 1-й Торболтон (с 9 сентября 1675), 1-й герцог Обиньи (с 1684), наследственный констебль замка Инвернесс.